# Natalichthys
Natalichthys is een geslacht van straalvinnige vissen uit de familie van dwergzeebaarzen (Pseudochromidae). Het geslacht is voor het eerst wetenschappelijk beschreven in 1980 door Winterbottom.

## Soorten
- Natalichthys leptus Winterbottom, 1980
- Natalichthys ori Winterbottom, 1980
- Natalichthys sam Winterbottom, 1980